# Pole rażenia
Pole rażenia (ang. Striking Distance) – amerykański thriller z 1993 roku.

## Obsada
- Bruce Willis jako detektyw Tom Hardy
- Sarah Jessica Parker jako Jo Christman
- Dennis Farina jako kapitan Nick Detillo
- Tom Sizemore jako detektyw Danny Detillo
- Brion James jako detektyw Eddie Eiler
- Robert Pastorelli jako detektyw Jimmy Detillo
- Timothy Busfield jako Tony Sacco
- John Mahoney jako porucznik Vince Hardy

## Fabuła
Policjant Tom Hardy z wydziału zabójstw wykonuje swój zawód piastowany w jego rodzinie już od kilku pokoleń. W tym samym wydziale służy jego ojciec - Vincent Hardy, który jest szefem, wuj Nick Detillo oraz kuzyn Jimmy Detillo.
Miasto zostaje sparaliżowane strachem przed seryjnym mordercą, który atakuje młode kobiety. W jednej z takich policyjnych akcji przeciwko mordercy ginie Vincent, zastrzelony przez uciekającego przestępcę. Tom, który był w tym czasie w policyjnym wozie zostaje ranny. Gdy odzyskuje przytomność dowiaduje się o śmierci ojca. W niedługim czasie za kratki trafia oskarżony o seryjne zabójstwa włóczęga Kesser.
Mijają dwa lata. Tom mieszka samotnie na przycumowanej barce na rzece Ohio. Życie po śmierci ojca się zmieniło, często zagląda do kieliszka. Jest teraz tylko zwykłym funkcjonariuszem policyjnego patrolu rzecznego. Został on zdegradowany po publicznym
oświadczeniu, że poszukiwanym mordercą nie jest Kesser, lecz jeden z policjantów. Szefem wydziału obecnie jest Nick Detillo.
Tymczasem w mieście dochodzi do kolejnych tajemniczych zabójstw. Tom wierzy, że sprawa ma związek z morderstwami sprzed dwóch lat. Na własną rękę zaczyna ścigać przestępcę, wchodząc w drogę wydziałowi zabójstw i swemu wujowi.
Nową partnerką Toma zostaje Jo Christman. Pomaga mu rozwikłać sprawę morderstw, która ma zaskakujący finał.